# Spicknadel

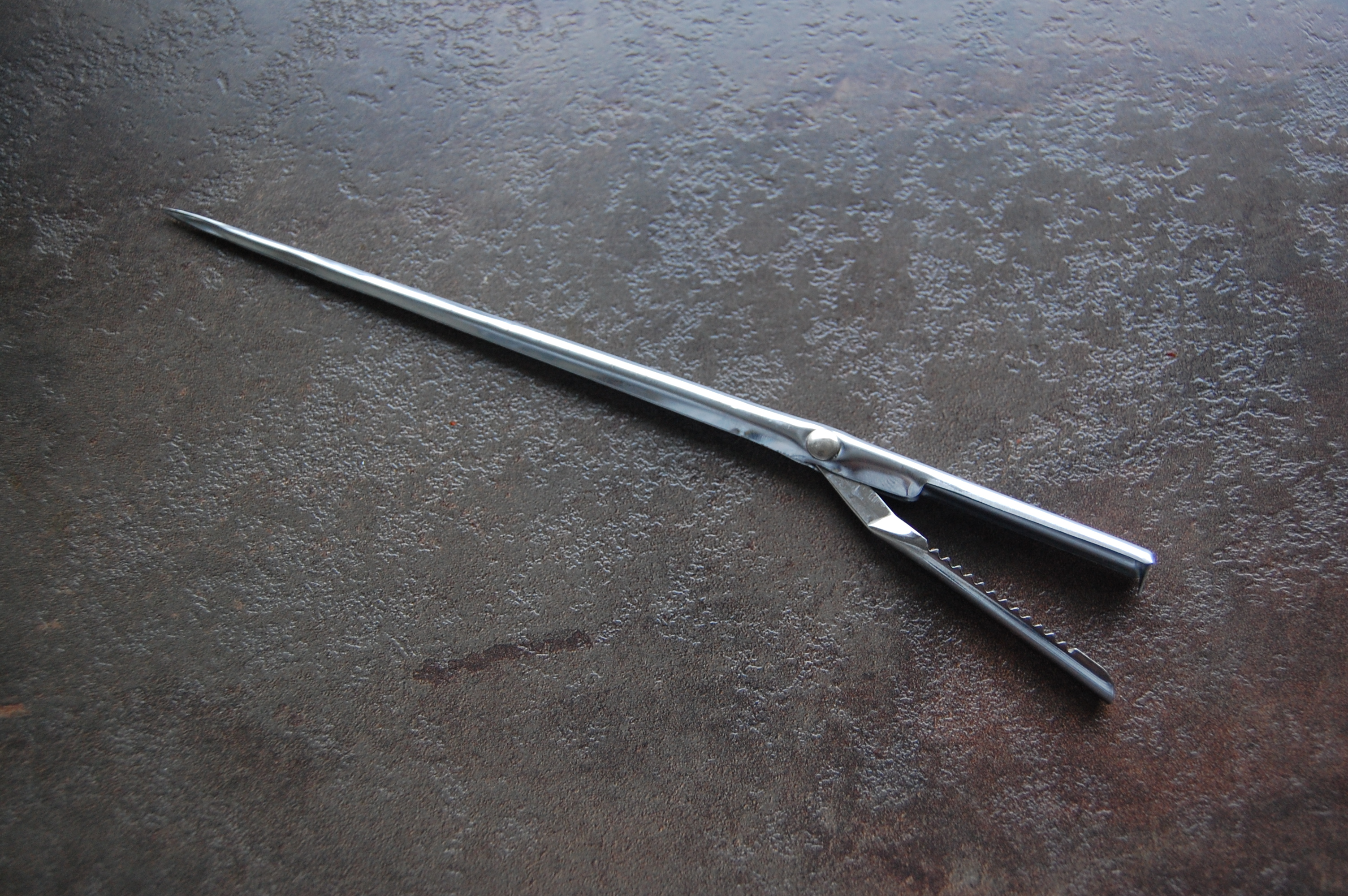
Spicknadel

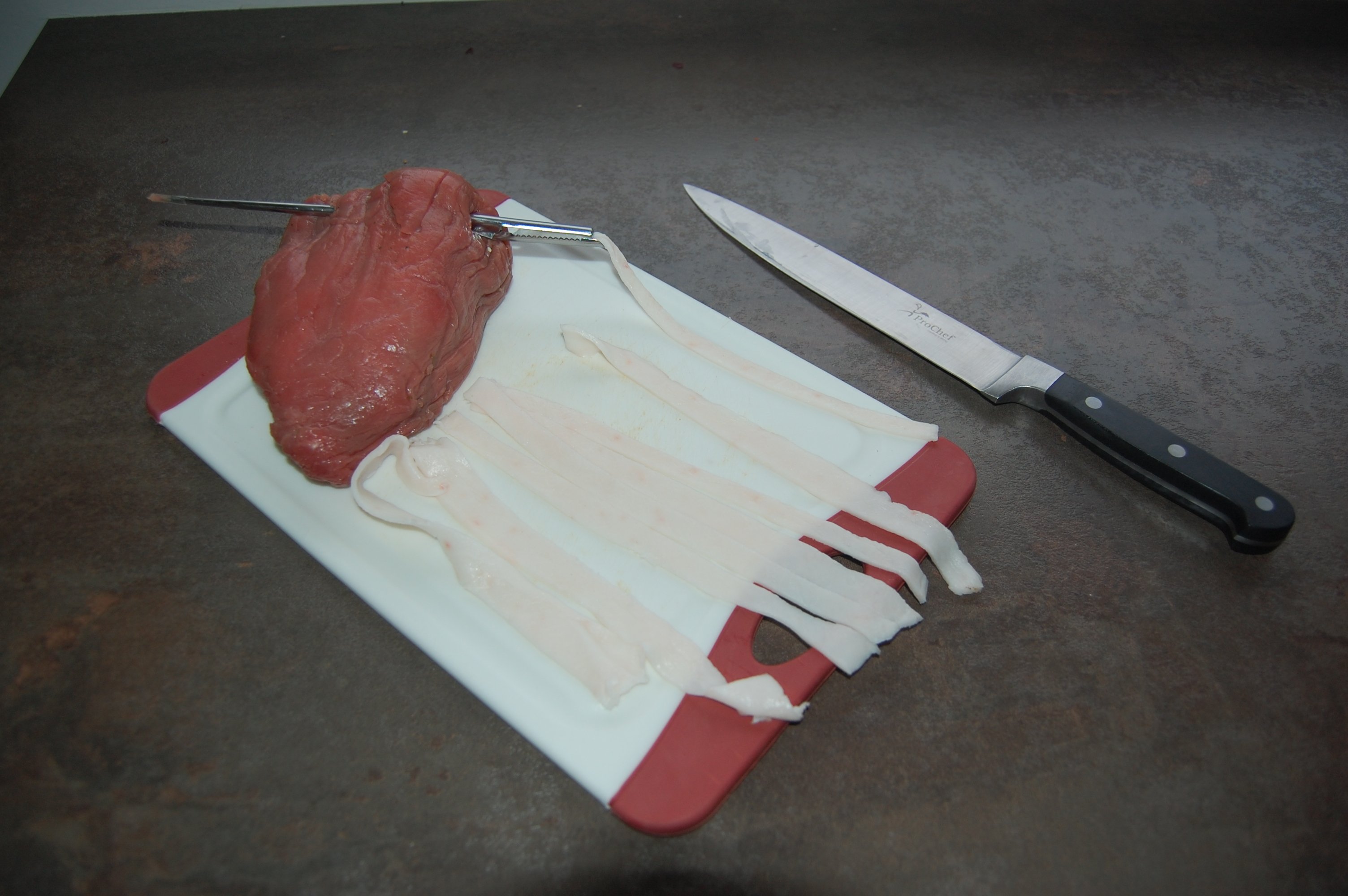
Spicknadel beim Spicken von Roastbeef

Eine Spicknadel ist ein Küchenwerkzeug zum Spicken von magerem Fleisch. 
Eine Spicknadel kann bis zu 20 cm lang sein, ist einige Millimeter dick und hat an einem Ende eine aufklappbare Vorrichtung. Das aufklappbare Teil ist meist mindestens an einer Seite verzahnt, so dass das Spickgut (in der Regel roher, weißer Speck) festgeklemmt werden kann.
Ältere Modelle haben an einem Ende einen Griff aus Holz oder Kunststoff und am spitzen Ende eine Öse ähnlich einer Stopfnadel, durch die das Spickgut gezogen wird.